# ATP Finals 2018 - Singolare
ATP Finals - singolare: Grigor Dimitrov era il detentore del titolo, ma non si è qualificato per l'edizione di quest'anno.
In finale Alexander Zverev ha battuto Novak Đoković col punteggio di 6–4, 6–3.

## Teste di serie
1. Novak Đoković (finale)
2. Roger Federer (semifinale)
3. Alexander Zverev (campione)
4. Kevin Anderson (semifinale)

1. Marin Čilić (round robin)
2. Dominic Thiem (round robin)
3. Kei Nishikori (round robin)
4. John Isner (round robin)

### Riserve
1. Karen Chačanov (non utilizzato)

1. Borna Ćorić (non utilizzato)

## Tabellone

### Legenda
| - Q = Qualificato - WC = Wild card - LL = Lucky loser | - ALT = Alternate - SE = Special Exempt - PR = Protected Ranking | - w/o = Walkover - r = Ritirato - d = Squalificato |

 Fase Finale 
|  | Semifinali | Semifinali       | Semifinali       | Semifinali | Semifinali |  |  | Finale | Finale           | Finale           | Finale | Finale |  |
|  |            |                  |                  |            |            |  |  |        |                  |                  |        |        |  |
|  | 1          | Novak Đoković    | Novak Đoković    | 6          | 6          |  |  |        |                  |                  |        |        |  |
|  | 4          | Kevin Anderson   | Kevin Anderson   | 2          | 2          |  |  | 1      | Novak Đoković    | Novak Đoković    | 4      | 3      |  |
|  | 3          | Alexander Zverev | Alexander Zverev | 7          | 7          |  |  | 3      | Alexander Zverev | Alexander Zverev | 6      | 6      |  |
|  | 2          | Roger Federer    | Roger Federer    | 5          | 65         |  |  |        |                  |                  |        |        |  |

 Gruppo Guga Kuerten 
|   |                  | Đoković     | Zverev         | Čilić            | Isner            | RR V-P | Set V-P     | Game V-P      | Classifica |
| 1 | Novak Đoković    |             | 6–4, 6–1       | 7–6(7), 6–2      | 6–4, 6–3         | 3–0    | 6–0 (100%)  | 37–20 (64,9%) | 1          |
| 3 | Alexander Zverev | 4–6, 1–6    |                | 7–6(5), 7–6(1)   | 7–6(5), 6–3      | 2–1    | 4–2 (66,6%) | 32–33 (49,2%) | 2          |
| 5 | Marin Čilić      | 6(7)–7, 2–6 | 6(5)–7, 6(1)–7 |                  | 6(2)–7, 6–3, 6–4 | 1–2    | 2–5 (28,6%) | 38–41 (48,1%) | 3          |
| 8 | John Isner       | 4–6, 3–6    | 6(5)–7, 3–6    | 7–6(2), 3–6, 4–6 |                  | 0–3    | 1–6 (14,3%) | 30–43 (41,1%) | 4          |

La classifica viene stilata in base ai seguenti criteri: 1) Numero di vittorie; 2) Numero di partite giocate; 3) Scontri diretti (in caso di due giocatori pari merito); 4) Percentuale di set vinti o di games vinti (in caso di tre giocatori pari merito); 5) Decisione della commissione.
 Gruppo Lleyton Hewitt 
|   |                | Federer     | Anderson     | Thiem        | Nishikori   | RR V-P | Set V-P     | Game V-P      | Classifica |
| 2 | Roger Federer  |             | 6–4, 6–3     | 6–2, 6–3     | 6(4)–7, 3–6 | 2–1    | 4–2 (66,6%) | 33–25 (56,9%) | 1          |
| 4 | Kevin Anderson | 4–6, 3–6    |              | 6–3, 7–6(10) | 6–0, 6–1    | 2–1    | 4–2 (66,6%) | 32–22 (59,3%) | 2          |
| 6 | Dominic Thiem  | 2–6, 3–6    | 3–6, 6(10)–7 |              | 6–1, 6–4    | 1–2    | 2–4 (33,3%) | 26–30 (46,4%) | 3          |
| 7 | Kei Nishikori  | 7–6(4), 6–3 | 0–6, 1–6     | 1–6, 4–6     |             | 1–2    | 2–4 (33,3%) | 19–33 (36,5%) | 4          |

La classifica viene stilata in base ai seguenti criteri: 1) Numero di vittorie; 2) Numero di partite giocate; 3) Scontri diretti (in caso di due giocatori pari merito); 4) Percentuale di set vinti o di games vinti (in caso di tre giocatori pari merito); 5) Decisione della commissione.

## Punteggi e vincite
- Il vincitore del torneo è in grassetto.

|                  | Punteggio ATP | Quota partecipazione | Premio round-robin | Premio fase finale | Vincite totali |
| ---------------- | ------------- | -------------------- | ------------------ | ------------------ | -------------- |
| Alexander Zverev | 1 300         | 203 000 $            | 406 000 $          | 1 280 000 $        | 1 889 000 $    |
| Novak Đoković    | 1000          | 203 000 $            | 609 000 $          | 620 000 $          | 1 432 000 $    |
| Roger Federer    | 400           | 203 000 $            | 406 000 $          | 0 $                | 609 000 $      |
| Kevin Anderson   | 400           | 203 000 $            | 406 000 $          | 0 $                | 609 000 $      |
| Marin Čilić      | 200           | 203 000 $            | 203 000 $          | 0 $                | 406 000 $      |
| Dominic Thiem    | 200           | 203 000 $            | 203 000 $          | 0 $                | 406 000 $      |
| Kei Nishikori    | 200           | 203 000 $            | 203 000 $          | 0 $                | 406 000 $      |
| John Isner       | 0             | 203 000 $            | 0 $                | 0 $                | 203 000 $      |